# Guillermo Novoa

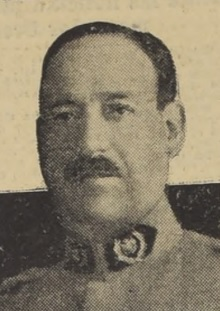
Guillermo Novoa Sepúlveda en 1930.

Guillermo Novoa Sepúlveda (Santiago, 18 de noviembre de 1881 - Ib. 21 de junio de 1952) fue un militar chileno.

## Biografía
Fue de los cinco hijos del matrimonio de Alberto Novoa Gormaz, militar y abogado chileno y Virginia Sepúlveda Vidal. Su hermano Alberto Novoa Sepúlveda, abogado, fue presidente de la Corte Suprema de Chile, y su hermano Eduardo Novoa Sepúlveda, abogado, fue fiscal de la Cortes de Apelaciones de Chile. 
Participó como observador, del lado alemán, en la Primera Guerra Mundial. Afirmaba llevar orgulloso la Cruz de Hierro "en nuestro pecho" producto de esa participación en la guerra. Desde el 18 de febrero de 1927 al 10 de abril de 1928 ejerció el cargo de subsecretario de Guerra. Fue agregado militar en Berlín en 1929, con el grado de coronel. 
En 1931, durante la Sublevación de la Escuadra, siendo general lideró el ataque del Ejército de Chile contra el apostadero naval de Talcahuano, tomado por la marinería y los obreros de los astilleros. Esta acción, en la que 4 regimientos y un grupo de artillería asaltaron fuertemente las instalaciones navales, fue el episodio más violento de la mencionada sublevación. Participó en diversas organizaciones de simpatizantes de la Alemania Nazi. 
En su estada en Alemania, se casó con Kathie Justrow Quentin, hija de un general prusiano. 